# Autocrates vitalisi
Autocrates vitalisi is een keversoort uit de familie Trictenotomidae. De wetenschappelijke naam van de soort is voor het eerst geldig gepubliceerd in 1912 door Vuillet.